# 2022年ロシアのウクライナ侵攻へのチェチェンの関与

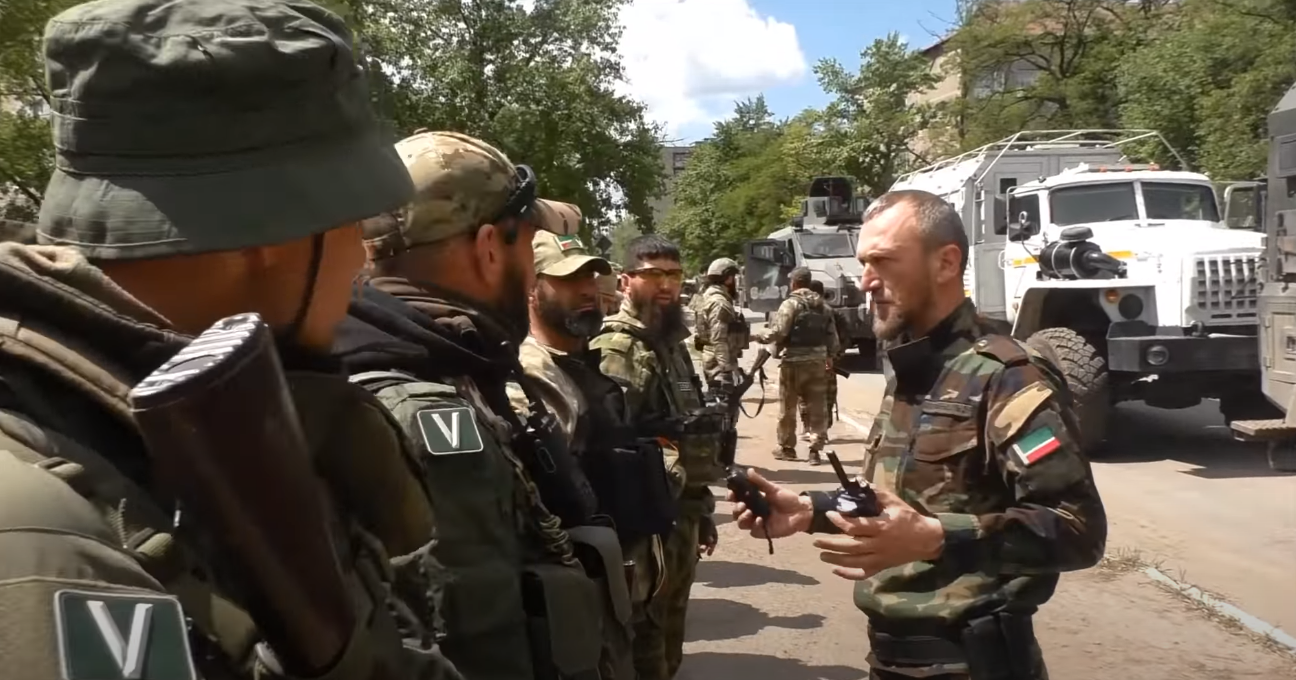
ドンバスでロシア軍と分離主義者の民兵と並んでいるチェチェンの部隊（2022年6月30日）

2022年ロシアのウクライナ侵攻へのチェチェンの関与（2022ねんロシアのウクライナしんこうへのチェチェンのかんよ）では、2022年ロシアのウクライナ侵攻でチェチェン共和国（通称チェチェン）が担った役割について述べる。
ロシア連邦内の共和国であるチェチェン共和国は、2022年ロシアのウクライナ侵攻でいくつかの役割を担ったことで注目されてきた。カディロフツィの部隊はロシア軍と共に戦った一方で、ジョハル・ドゥダエフ大隊、シェイク・マンスール大隊、独立特殊任務大隊、カムザット・ゲラエフ合同任務分遣隊は、ウクライナ側で戦った。多数の論評者は、この侵攻と第一次・第二次チェチェン紛争を比較した。

## 親ロシア部隊

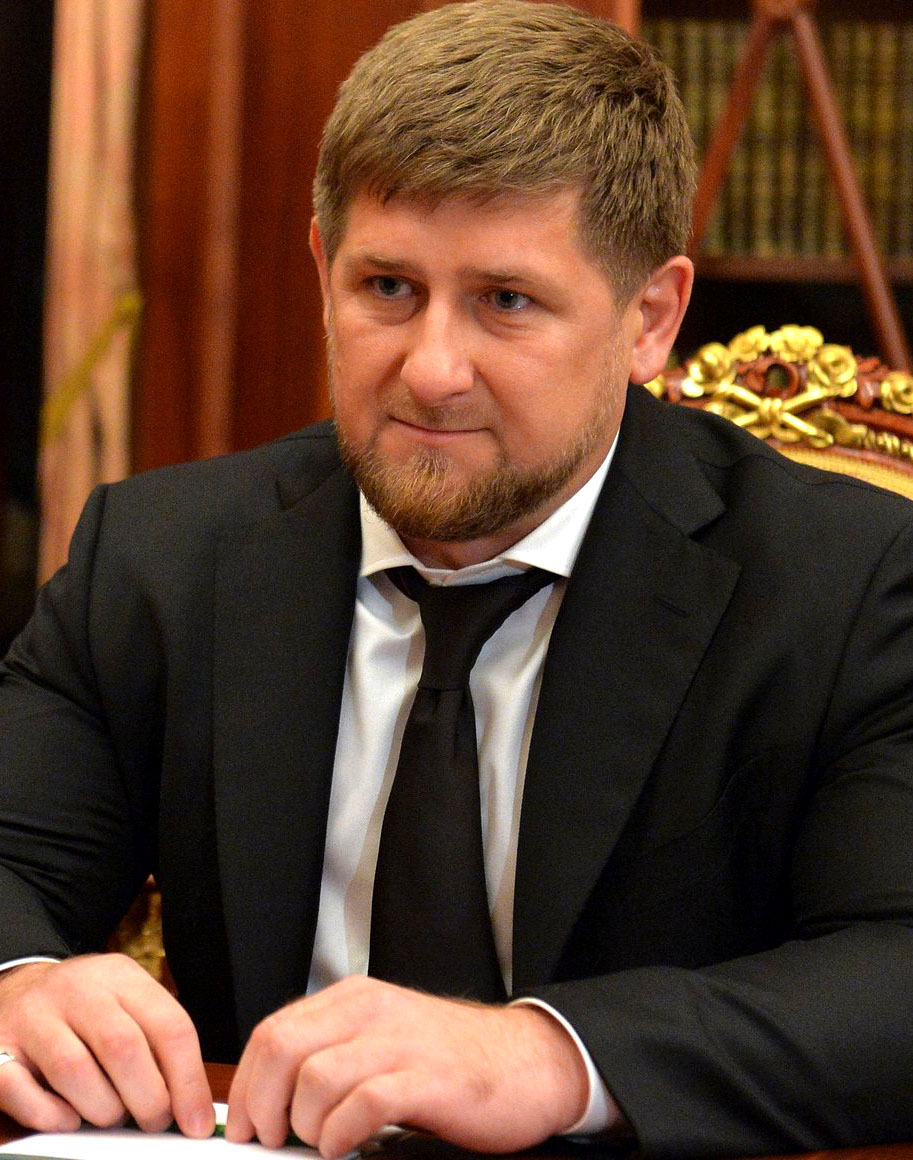
2022年ロシアのウクライナ侵攻でウクライナと戦う親ロシア部隊カディロフツィ指導者のラムザン・カディロフ

2月26日、チェチェン共和国首長のラムザン・カディロフは、チェチェン軍部隊がウクライナに配備されたと発表し、「（ウラジーミル・プーチンは）正しい決断を下し、我々はいかなる状況下でも彼の命令を実行する」と述べた。同日、ロシア国営メディア局のRTは、チェチェンの首都グロズヌイのメイン広場に1万2000人のチェチェン兵が集まり、ウクライナでの戦争に向かう準備を進めていると説明する動画を投稿した。
2月27日、ウクライナ軍はキーウ州北西部の町ホストメリ近郊に集まっていたチェチェン特殊部隊の大規模な車列を破壊したと発表した。その後まもなく、ウクライナ軍は、カディロフ親衛隊の第141自動車化連隊司令官のマゴメド・トゥシャエフ将軍がウクライナで戦死したと主張した。
2月28日、カディロフは「ウクライナで選択された戦術は遅すぎる」とテレグラムに投稿し、ロシア軍がより積極的な行動を取るように呼び掛けた。3月1日、カディロフは、チェチェン兵2人が死亡し、6人が負傷したとテレグラムに投稿し、侵攻は「大規模な措置に移行する」必要があると述べた。
3月3日、タイムズ誌は、ウクライナ大統領のウォロディミル・ゼレンスキーを暗殺する目的でキーウに潜入するためにチェチェン兵のグループが派遣されたが、ロシア連邦保安庁の反戦分子からのリークを受けて、グループは無力化されたと報じた（ウォロディミル・ゼレンスキーの暗殺未遂）。
3月14日、カディロフはソーシャルメディアに自身の動画を投稿し、ロシアのキーウ攻勢の一環として自身がホストメリにいたと主張したが、カディロフの主張に対する独自の検証はなされていない。オンライン紙「ウクラインスカヤ・プラウダ」は、3月16日にカディロフのIPアドレスを取得するために、ロシアメディアのRIAノーボスチを装ってカディロフを騙してリンクにアクセスさせたところ、IPアドレスからカディロフの携帯電話の地理的位置がウクライナではなく、チェチェンのグロズヌイであることが明らかになったと主張した。ロシア大統領報道官のドミトリー・ペスコフは後に、カディロフは「自身がウクライナにいるとは直接主張しなかった」と述べた。
4月5日、カディロフは、捕虜になっていると見られる武装集団を映した映像をテレグラムに投稿し、ウクライナ海軍第503大隊の兵士267人がロシアに降伏したと主張した。元ネイビーシールズのチャック・ファーラーは、この主張にはむらがあると考えており、捕虜はほぼ無傷のように見え、ウクライナ海兵隊の公式の制服と一致しない服装をしていたと説明した。
2022年6月下旬、カディロフはチェチェン民族のみで構成される4つの新たな大隊を設立すると発表した。カディロフによれば、これらの大隊は「北アフマト」「南アフマト」「西アフマト」「ヴォストーク・アフマト」と名付けられ、ウクライナでの戦いに派遣されるだろうという。2022 年 9 月初旬、カディロフはさらに2つのチェチェン大隊をウクライナに派遣することを発表し、彼らの出発を映した映像をテレグラムで公開した。この発表は、ロシアがハリコフ州から撤退する中で行われた。

## 親ウクライナ部隊
多くのチェチェン人グループが、ロシアによるウクライナ侵攻の際に結成されたり、ウクライナに移動したりしている。 数百人の戦闘員が戦争に参加し、そのほとんどがいくつかのチェチェンのグループの1つに加わっている。これらのグループのいくつかは、2014年のドンバス戦争中に活動を開始した。ほとんどの戦闘員は、ウクライナでの戦闘を、ロシアとの戦いを継続し、チェチェンの独立という最終目標に近づける手段とみなしている。ウクライナのチェチェングループは、イスラーム主義の要素があると過去に批判されてきた。
これらのグループの一つがジョハル・ドゥダエフ大隊であり、ジョハル・ドゥダエフに因んで名付けられたこの大隊は、数百人の戦闘員で構成されており、ドンバス戦争中に活動を始めた。2014年以来戦い続けている別のチェチェン人グループのシェイク・マンスール大隊は、イスラム主義者のメンバーを勧誘し、イスラム主義組織と関係があるとして批判されている。同大隊はCheberloevskyが率いている。シェイク・マンスール大隊は、チェチェン主導のシリアのイスラム主義組織Ajnad al-Kavkazの25人のメンバー（司令官のAbdul Hakim al-Shishaniを含む）がウクライナでの戦闘に加わるのを支援した。シェイク・マンスール大隊は2022年7月に大隊の作戦をチェチェン共和国本土に拡大することを発表した。
ウクライナ側で戦う大隊は他にも、最近結成された2つの大隊「カムザット・ゲラエフ合同任務分遣隊」と「独立特殊任務大隊」が存在する。ウクライナ領土防衛部隊外国人軍団の一部である独立特殊任務大隊は、2022年7月に結成され、「チェチェン・イチケリア共和国」の亡命政府の軍隊であると主張している。独立特殊任務大隊はZumso Hadji-Muradが率いており、2022年ウクライナ夏季の反転攻勢で戦った。比較的秘密主義のグループであるカムザット・ゲラエフ合同任務分遣隊は、ウクライナで活動するもう一つのチェチェン人グループである。

## 反応
2月28日、ウクライナ国家親衛隊は、極右のアゾフ大隊のメンバーが弾丸に豚脂を塗る様子を映した映像を投稿し、動画の中でメンバーの男は「親愛なるイスラム教徒の兄弟達よ。我々の国ではあなたは天国には行けないだろう。天国に行くことは許されないだろう。家に帰ってくれ」と話した。
多くの分析家は、ウクライナにいるカディロフツィ部隊は、戦闘への参加よりも心理的効果を生み出すことに注力していると述べている。フォーリン・ポリシーに寄稿したジャスティン・リンは、ロシアのメディアは「ウクライナにいるチェチェン兵の存在そのものを、ウクライナ人に対する心理的武器として利用している」と述べ、オタワ大学のジャン・フランソワ・ラテル教授は、「（心理作戦は）チェチェンで起こったことがウクライナでも起こり、彼らが都市を荒らし回り、略奪、強姦、殺人を行うだろうということを人々に信じさせることだ」と述べた。ジョージア戦略国際研究財団のアレクサンドレ・クヴァハゼは、「映像とメタデータは、ほとんどのチェチェン部隊は最前線から少なくとも20kmは離れていることを示しており、彼らが行う唯一のことは、チェチェン国内の人々を刺激し、カディロフと彼の軍隊の戦士のイメージを促進させる動画を撮影することだ」と述べた。

### チェチェン紛争との比較
多数の論評者がロシアのウクライナ侵攻と1990年代のチェチェン紛争、特にグロズヌイの戦いを比較した。ロシアの人権団体「メモリアル」のディレクター、アレクサンドル・チェルカソフは「プーチンはウクライナで行ったのと同様の手法をチェチェンで始め、紛争の新たな段階に移行するまで続けた。それはまた、もともと「対テロ作戦」と呼ばれ、武力紛争とは説明されなかった戦争から始まった」と述べた。キングス・カレッジ・ロンドンのトレイシー・ジャーマンは次のように書いている:
プーチンは2014年のロシアの決定的なクリミアの占領か2008年のロシアのジョージア侵攻の再現を期待していたようだが、我々が見てきたのは1994年12月のチェチェンへのロシアの軍事介入により似ており、ロシア軍は当初、（間違いなく数の面での）自軍の優位性を軍事的及び戦略的成功に変えることができず、ロシア軍数千人が北コーカサス共和国を確保できないことが証明された・・・ 　ここでは、1994年12月末にロシアのチェチェン介入の繰り返しが見られる。このとき、ロシアの指導部は、チェチェンの首都グロズヌイに対して大規模な機甲戦を計画し、航空支援で決定的な攻撃を行うことを意図し、チェチェン指導部の不意を突き、ロシアが主導権を握ることを確実にするためにスピードに頼った。しかし、チェチェン軍は長い間都市に対する攻撃に備えており、攻撃は悲惨な失敗に終わった。
スコットランドのジャーナリストのニール・アシャーソンは、「プーチンの計画には2つの段階があるようだ。第一に、ロシアがチェチェンのグロズヌイに行ったように、主にいくつかの都市でレジスタンスを孤立させ、その後黒ずんだ形骸に至るまで彼らを砲撃することによって達成された軍事的勝利」と書いた。